# Pholioxenus phoenix
Pholioxenus phoenix är en skalbaggsart som först beskrevs av Reichardt 1930.  Pholioxenus phoenix ingår i släktet Pholioxenus och familjen stumpbaggar. Inga underarter finns listade i Catalogue of Life.